# Cepheus (cràter)
Cepheus és un cràter d'impacte que es troba a la part nord-est de la Lluna, al sud-est i dins d'un diàmetre de distància del cràter més gran Franklin. Cap al nord-nord-est apareix Oersted, un cràter inundat de lava. La proximitat de Cepheus a l'extrem de visibilitat lunar significa que apareix molt elongat quan és vist des de la Terra a causa de l'escorç.

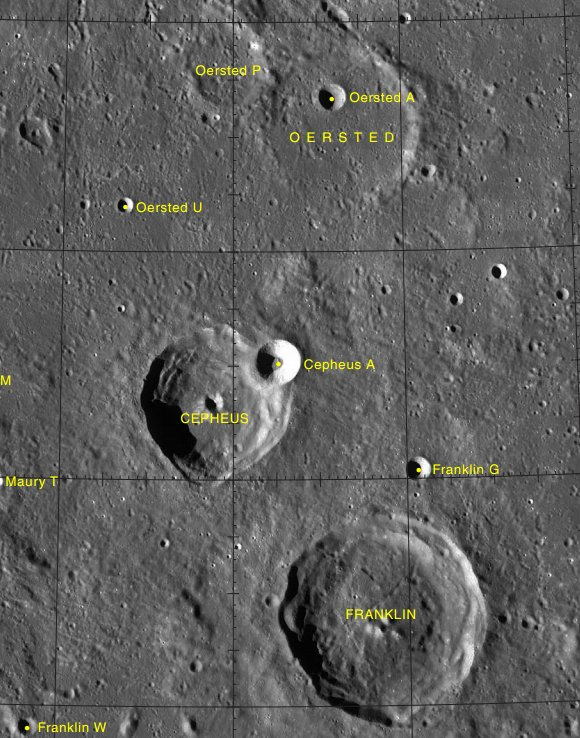
Localització de Cepheus (centre de la imatge)
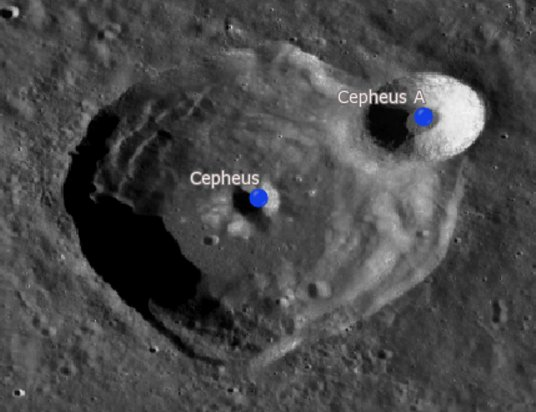
Cràters satèl·lit

És una formació relativament jove, amb una voral ferma i ben definida. L'excepció la constitueix un cràter encara més jove en forma de bol que es troba a l'altra banda de l'extrem nord-est, el cràter satèl·lit designat Cefeu A. La vora restant és gairebé circular, amb protuberàncies externes al nord i al sud. Presenta un pic al punt mig de la plataforma, que s'estén una mica cap al nord i al sud.

## Cràters satèl·lit
Per convenció aquests elements són identificats en els mapes lunars posant la lletra en el costat del punt central del cràter que està més proper a Cepheus.
| Cepheus | Coordenades                          | Diàmetre |
| ------- | ------------------------------------ | -------- |
| A       | 41° 00′ N, 46° 30′ E / 41.0°N,46.5°E | 13 km    |